# Шнеппенбах
Шнеппенбах (нем. Schneppenbach) — община в Германии, в земле Рейнланд-Пфальц.
Входит в состав района Бад-Кройцнах. Подчиняется управлению Кирн-Ланд. Население составляет 261 человек (на 31 декабря 2010 года). Занимает площадь 3,30 км².

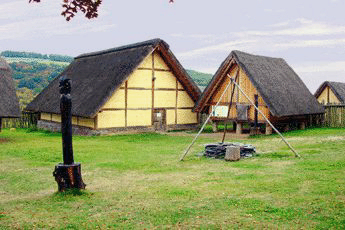
Шнеппенбах